# NGC 950
NGC 950 (другие обозначения — MCG −2-7-21, PGC 9461) — спиральная галактика (Sb) в созвездии Кит. Открыта Ормондом Стоуном в 1886 году. Описание Дрейера: «очень тусклый, маленький объект, более яркий в середине».
Галактика удаляется от Земли со скоростью 4690 км/с, следовательно, находится в 220 миллионах световых лет от Земли. С учётом её угловых размеров, её поперечник составляет 85 тысяч световых лет.
Этот объект входит в число перечисленных в оригинальной редакции «Нового общего каталога».
Объект принадлежит к большой группе галактик [T2015] nest 200271 и [CHM2007] LDC 177.
Галактика NGC 950 входит в состав группы галактик NGC 945. Помимо NGC 950 в группу также входят NGC 945, NGC 948, NGC 977, MGC -2-7-20, MGC -2-7-32 и MGC -2-7-33.
Галактика достаточно сильно удалена от центра Сверхскопления Персея-Рыб, однако лучевая скорость и красное смещение говорят о том, что  галактика вероятно относится к  нему.